# Антон Јоже Гале
Антон Јоже „Тоне” Гале (слч. Anton Jože »Tone« Gale; Јесенице, 26. март 1944 — Љубљана, 25. март 2018) био је југословенски и словеначки хокејаш на леду који је током играчке каријере играо на позицији голамана.
Играку каријеру започео је као седамнаестогодишњи тинејџер у дресу екипе Акрони Јесенице у југословенској лиги, а потом је играо и за екипу љубљанске Олимпије. Први је југословенски, а самим тим и словеначки хокејаш који је заиграо за једну екипу из НХЛ лиге, односно одиграо је 17 минута за екипу Њујорк ренџерса у пријатељском дуелу против Бостон бруинса.
За репрезентацију Југославије наступио је на три олимпијска турнира, на ЗОИ 1964. у Инзбруку, 1968. у Греноблу и 1972. у Сапороу.